# Saison 1979/80 in der Nordischen Kombination

←1978/79 – 1979/80 – 1980/81→

Die Saison 1979/80 in der Nordischen Kombination ist eine Übersicht über die wichtigsten Wettbewerbe in der Wintersportsaison 1979/80. Als Saisonhöhepunkt galten die Olympischen Winterspiele 1980 in Lake Placid. Darüber hinaus wurden die Salpausselkä-Skispiele in Lahti sowie das Holmenkollen-Skifestival in Oslo als weitere herausragende Wettbewerbe, bei denen sich die Weltelite versammelte, angesehen. Des Weiteren wurde dem Schwarzwaldpokal in Schonach aufgrund eines starken Teilnehmerfeldes viel Beachtung zuteil. Als letzter großer Test vor den olympischen Winterspielen galt der Wettbewerb in Reit im Winkl, dem die DDR-Sportler jedoch fern blieben. Zwar war bei den traditionellen schwedischen Skispielen in Falun ebenso ein Wettbewerb in der Nordischen Kombination geplant, doch fand dieser schließlich nicht statt. In der Wettbewerbsübersicht werden weitere bedeutende Wettbewerbe aufgeführt, wobei die sportliche Klasse der Besetzung teils deutlich variierte. Da es vor der Einführung des Weltcups keine einheitlichen Einstufungskriterien für A-Klasse-Rennen gab, werden diese Wettkämpfe unter der Überschrift „Weitere internationale Wettbewerbe“ aufgelistet. Außerdem listet die Wettbewerbsübersicht die Ergebnisse einiger nationaler Meisterschaften auf, die in den Zeiten vor der Einführung des Weltcups noch einen höheren Stellenwert genossen.
Zu Beginn internationaler Wettbewerbe in der Saison 1979/80 fand im westdeutschen Nesselwang eine Weltpremiere statt, als der Veranstalter einen Staffelwettbewerb ins Programm nahm. Im Gegensatz zum Teambewerb in der darauffolgenden Saison, fand der Wettkampf kaum Resonanz. Dies hing unter anderem damit zusammen, dass es zu diesem Zeitpunkt keine Staffeln im olympischen Programm oder bei Nordischen Skiweltmeisterschaften gab und der internationale Skiverband FIS noch keine Pläne diesbezüglich bekannt gegeben hatte. Die Einzelwettbewerbe beinhalteten nach dem Sprunglauf, der meist am ersten Wettkampftag in drei Durchgängen ausgetragen wurde, einen 15-Kilometer-Skilanglauf. Herausragende Athleten der Saison waren die olympischen Medaillengewinner Ulrich Wehling, Jouko Karjalainen und Konrad Winkler sowie Uwe Dotzauer. Wehling beendete unmittelbar nach dem Gewinn seiner dritten olympischen Goldmedaille seine Karriere.

## Wettbewerbsübersicht

### Internationale A-Klasse-Rennen
| Datum            | Austragungsort | Bemerkung                | Sieger            | Zweiter           | Dritter           | Beleg         |
| ---------------- | -------------- | ------------------------ | ----------------- | ----------------- | ----------------- | ------------- |
| 05./06.01.1980 1 | Schonach       | Schwarzwaldpokal         | Uwe Dotzauer      | Jouko Karjalainen | Konrad Winkler    | [ 6 ] [ 7 ]   |
| 12./13.01.1980 2 | Reit im Winkl  | Reit-im-Winkl-Schild     | Karl Lustenberger | Urban Hettich     | Jorma Etelälahti  | [ 8 ] [ 9 ]   |
| 18./19.02.1980 3 | Lake Placid    | Olympische Winterspiele  | Ulrich Wehling    | Jouko Karjalainen | Konrad Winkler    |               |
| 08./09.03.1980 4 | Lahti          | Salpausselkä-Skispiele   | Uwe Dotzauer      | Andreas Langer    | Stanisław Kawulok | [ 10 ] [ 11 ] |
| 15./16.03.1980 5 | Oslo           | Holmenkollen-Skifestival | Uwe Dotzauer      | Andreas Langer    | Jorma Etelälahti  | [ 12 ] [ 13 ] |

### Weitere internationale Wettbewerbe
| Datum          | Austragungsort | Bemerkung                          | Sieger                                                     | Zweiter                                           | Dritter                                                   | Beleg         |
| -------------- | -------------- | ---------------------------------- | ---------------------------------------------------------- | ------------------------------------------------- | --------------------------------------------------------- | ------------- |
| 29./30.12.1979 | Nesselwang     | Team K86 / 3×10 km                 | BR Deutschland IUrban Hettich Martin Schartel Günther Abel | BR Deutschland IIKlaus Faißt Angerer Peter Wucher | SchweizKarl Lustenberger Ernst Beetschen Walter Hurschler | [ 15 ] [ 4 ]  |
| 26./27.01.1980 | Zakopane       | Czech-Marusarzówna-Memorial        | Stanisław Kawulok                                          | Jan Legierski                                     | Uwe Muhlin                                                | [ 16 ] [ 17 ] |
| 02./03.02.1980 | Oberhof        | Internationale Oberhofer Skispiele | Ulrich Wehling                                             | Uwe Dotzauer                                      | Martin Schartel                                           | [ 18 ] [ 19 ] |
| 01./02.03.1980 | Örnsköldsvik   | Junioren-WM                        | Hubert Schwarz                                             | Sergei Orljanski                                  | Lothar Hopf                                               |               |
| 22./23.03.1980 | Štrbské Pleso  | Tatra-Pokal                        | Uwe Dotzauer                                               | Urban Hettich                                     | Lothar Hopf                                               | [ 20 ] [ 21 ] |

### Nationale Meisterschaften
| Datum            | Austragungsort     | Bemerkung                           | Sieger            | Zweiter              | Dritter               | Beleg  |
| ---------------- | ------------------ | ----------------------------------- | ----------------- | -------------------- | --------------------- | ------ |
| 20./21.01.1980   | Lenk               | Schweizer Meisterschaften           | Karl Lustenberger | Ernst Beetschen      | Toni Schmid           | [ 22 ] |
| 26./27.01.1980   | Isny im Allgäu     | Deutsche Meisterschaften            | Urban Hettich     | Martin Schartel      | Karl Spitz            |        |
| 26./27.01.1980   | Asker              | Norwegische Meisterschaften         | Tom Sandberg      | Hallstein Bøgseth    | Arne Morten Granlien  | [ 23 ] |
| 01./02.02.1980   | Štrbské Pleso      | Tschechoslowakische Meisterschaften | Jaroslav Bukvic   | Petr Kožíšek         | Miroslav Hanuš        | [ 24 ] |
| 29.02/01.03.1980 | Klingenthal        | DDR-Meisterschaften                 | Konrad Winkler    | Uwe Dotzauer         | Frank Röder           | [ 25 ] |
| 22./23.03.1980   | Juschno-Sachalinsk | Sowjetische Meisterschaften         | Alexander Majorow | A. Baranow           | S. Omeltschenko       | [ 26 ] |
| 25./26.03.1980   | Szklarska Poręba   | Polnische Meisterschaften           | Jan Legierski     | Józef Pawlusiak      | Kazimierz Długopolski |        |
| 1980             | Ōwani              | Japanische Meisterschaften          | Tomoji Saitō      | Yūji Kobayashi       | Manabu Kashiwaya      | [ 27 ] |
| 1980             | Finnland           | Finnische Meisterschaften           | Jorma Etelälahti  |                      |                       |        |
| 1980             | Eau Claire         | US-amerikanische Meisterschaften    | Walter Malmquist  |                      |                       | [ 28 ] |
| 1980             | Villach            | Österreichische Meisterschaften     | Michael Egger     | Fritz Koch           | Eduard Roth           |        |
| 1980             | Italien            | Italienische Meisterschaften        | Gian-Paolo Mosele | Francesco Giacomelli | Enrico Fauner         | [ 29 ] |
| 1980             | Frankreich         | Französische Meisterschaften        | Éric Lazzaroni    |                      |                       |        |
| 1980             | Schweden           | Schwedische Meisterschaften         | Martin Rudberg    |                      |                       | [ 30 ] |